# Rod Laver Arena
Rod Laver Arena é uma parte do complexo Melbourne Park, localizada em Melbourne (Austrália), e atual sede do Aberto da Austrália de tênis. Em janeiro de 1992, foi nomeada em homenagem ao tenista australiano Rod Laver, o único vencedor do Grand Slam por duas vezes. A arena foi concluída em 1987 com capacidade para 14 820 espectadores e atualmente atrai mais de 1,5 milhão de visitantes por ano. É administrado pelo governo do estado de Vitória e foi arquitetado por Peddle Thorp Learmonth
A quadra da arena central do Melbourne Park Tennis Centre, possui um teto retrátil permitindo continuar uma partida durante a chuva ou calor extremo. E além dos torneios de tênis, hospeda eventos de motocicleta, concertos musicais, conferências, balés e eventos da WWE desde 2003.[carece de fontes?]
A Arena é equipada com o Hawk-Eye, sistema eletrônico que permite que jogadores de tênis contestem a decisão do árbitro em chamadas efetuadas durante todo o campeonato.[carece de fontes?]

## Competições

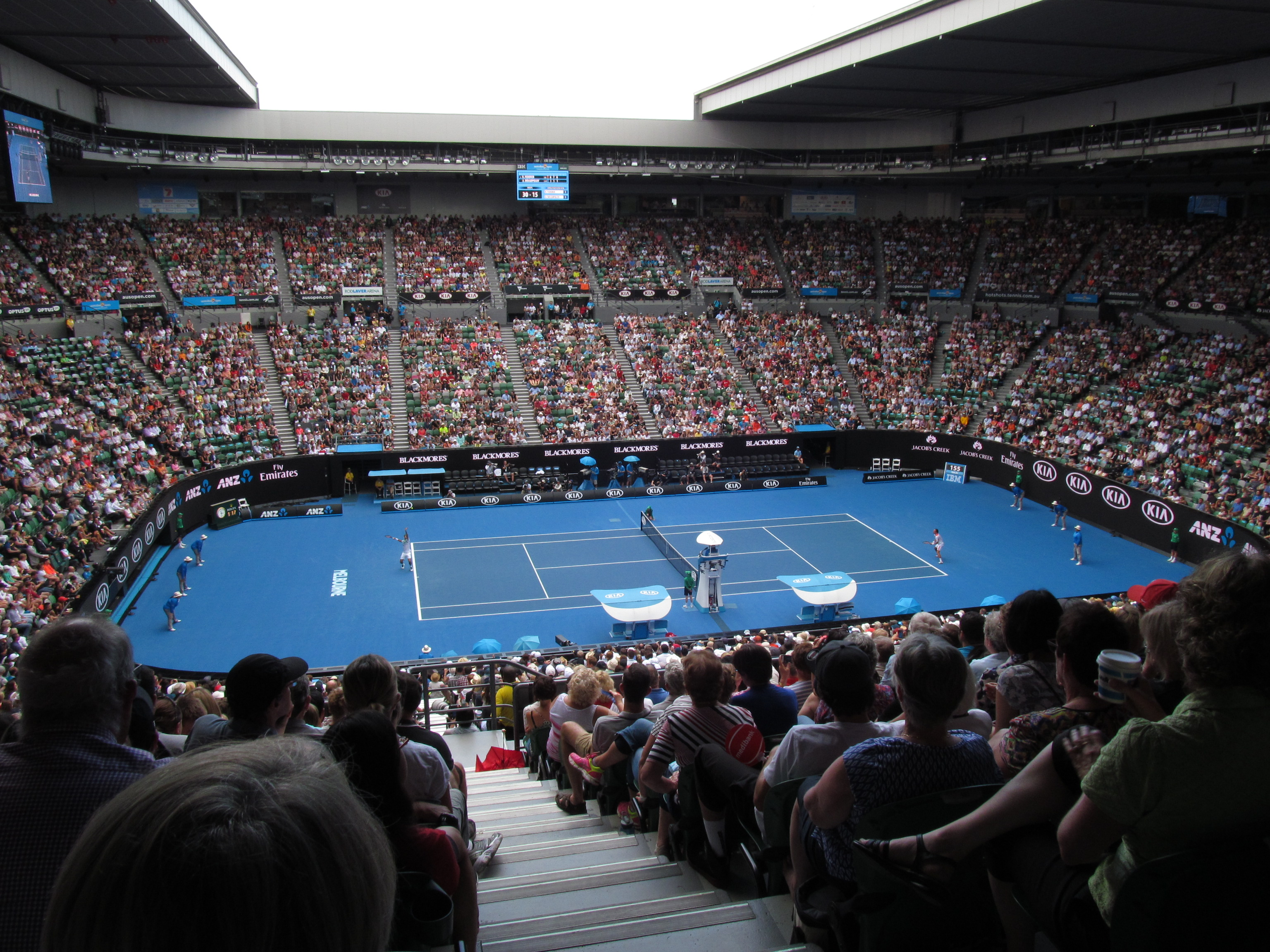
Interior da Rod Laver Arena durante jogo de tênis

Rod Laver Arena foi o centro de peça do 12º Campeonato Mundial FINA de Natação, realizado a partir de 17 de março até 1 de abril de 2007. Uma piscina temporária, nomeada Piscina Susie O'Neill em homenagem à nadadora campeã australiana Susie O'Neill, foi construída para permitir que isso aconteça.[carece de fontes?]
Um Campeonato Mundial de Luta-livre foi realizado na arena em outubro de 2000. A Rod Laver Arena foi palco para as competições de ginástica nos Jogos da Commonwealth.[carece de fontes?]
A Rod Laver Arena foi palco de duas finais da Copa Davis: em 2001 e em 2003.[carece de fontes?]
Em 10 de novembro de 2007, o World Wrestling Entertainment - RAW Survivor Series Tour estabeleceu o recorde de público: 15 560 espectadores.[carece de fontes?]

## Eventos
No mês de outubro recebeu o show da cantora estadunidense Miley Cyrus como parte da sua Bangerz Tour. Nos meses de novembro e dezembro de 2014, a arena foi palco de 8 shows do The Prismatic World Tour, da cantora Katy Perry.[carece de fontes?]
Pink lotou a arena com 18 shows da The Truth About Love Tour entre julho e agosto de 2013, quebrando o recorde de 17 shows esgotados que também é dela, na mesma arena, com a Funhouse Tour em 2011.[carece de fontes?]

## Nomes
- National Tennis Centre at Flinders Park (11 janeiro 1988 – 28 janeiro 1996)[carece de fontes?]
- Centre Court (29 janeiro 1996—15 janeiro 2000)[carece de fontes?]
- Rod Laver Arena (16 janeiro 2000—Presente)[carece de fontes?]